# Cyrille Bonneau
Pour les articles homonymes, voir Bonneau.

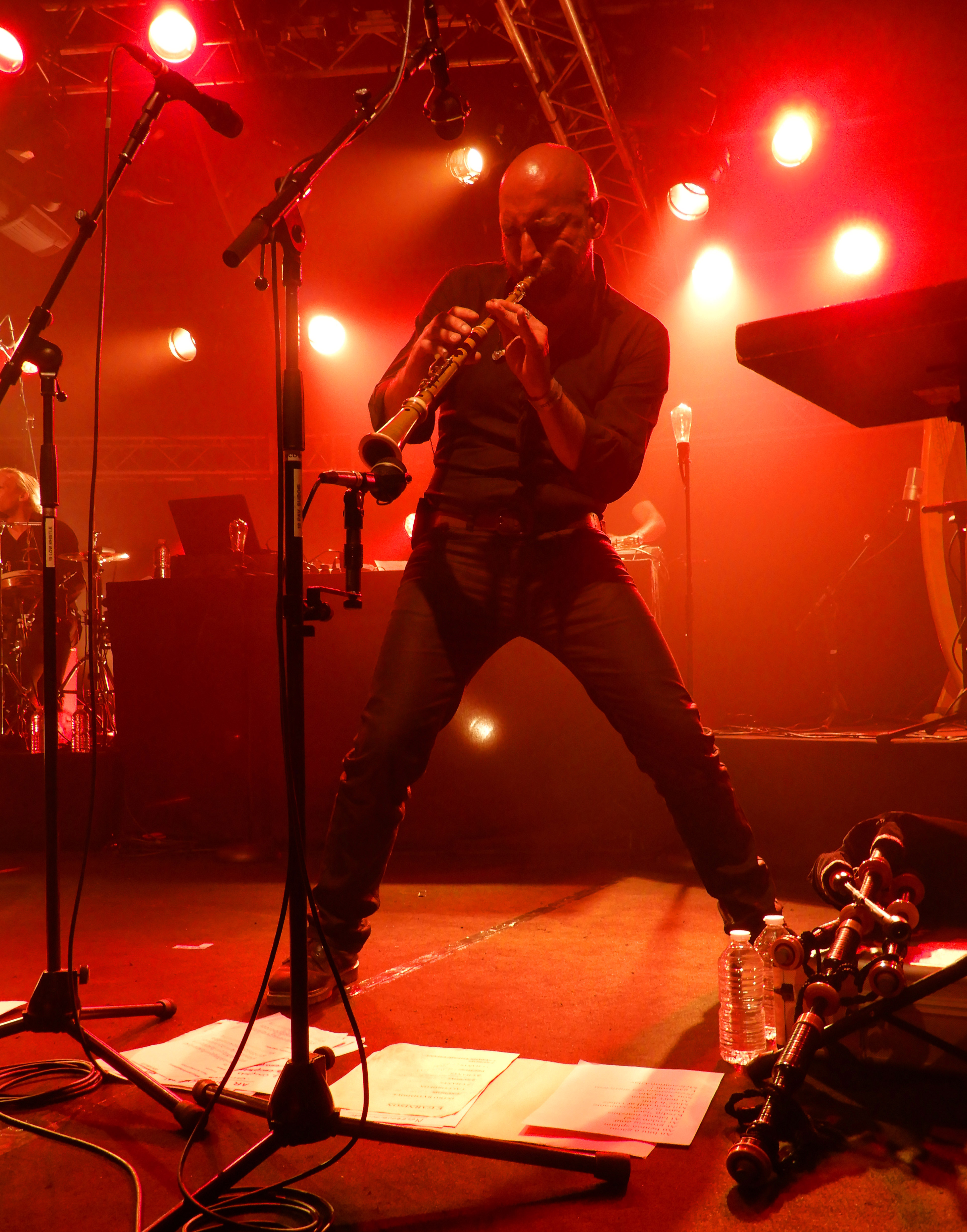
Cyrille Bonneau au festival Mythos à Rennes en mars 2019.

Cyrille Bonneau est un musicien français, sonneur de bombarde, ainsi que de divers instruments comme le saxophone, la flûte, le smallpipe ou le bagpipe. Il joue également du duduk arménien et du ney. 
Il joue dans le groupe celtique Wig A Wag depuis son origine en 1996 et multiplie les expériences, avec Denez Prigent, Soldat Louis, Cécile Corbel et Manau.

## Parcours

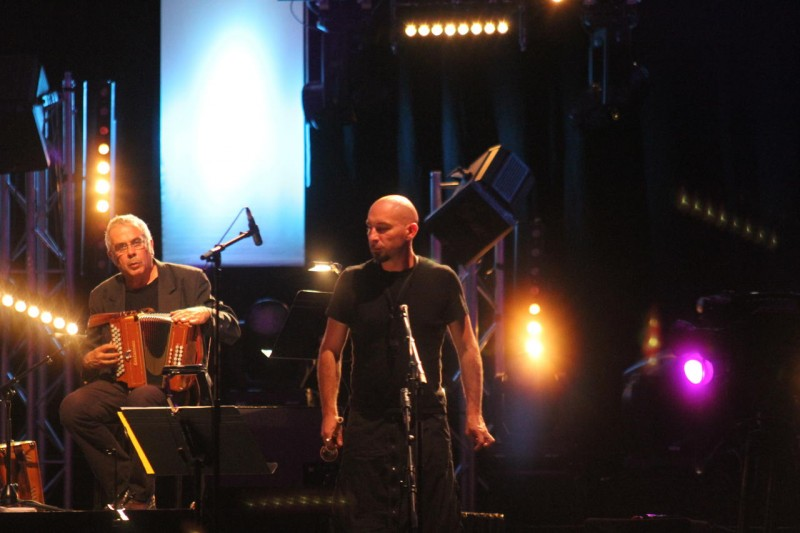
Alain Pennec et Cyrille Bonneau avec Denez Prigent au FIL 2011.

Cyrille Bonneau commence la musique en 1983, par la pratique du saxophone. Trois années plus tard, il apprend la cornemuse écossaise au cercle celtique de Blois avec le sonneur breton expatrié Yfig « Titi » Le Digabel. Il enseigne à son tour le biniou braz lors de stages pour le conservatoire Amzer Nevez de Plœmeur (56).
En 1996, avec son ami Loïc Chavigny, il fonde le groupe Wig A Wag, l'occasion pour lui de se plonger dans la pratique de la bombarde. Il sort 5 albums avec son groupe : An Naer O Nijal en 1999, Sarah ha Safar en 2001, Douar iskis en 2003, un album éponyme en 2006, Ni Zo en 2009. C'est pendant le travail sur ces différents opus que Cyrille Bonneau élargit sa palette sonore ; certains journalistes le qualifieront de « peintre des notes ». Avec la pratique d'instruments tel que le duduk arménien, il raccorde ses expériences musicales et personnelles, laissant la place de choix à l'expressivité de sentiments humains.

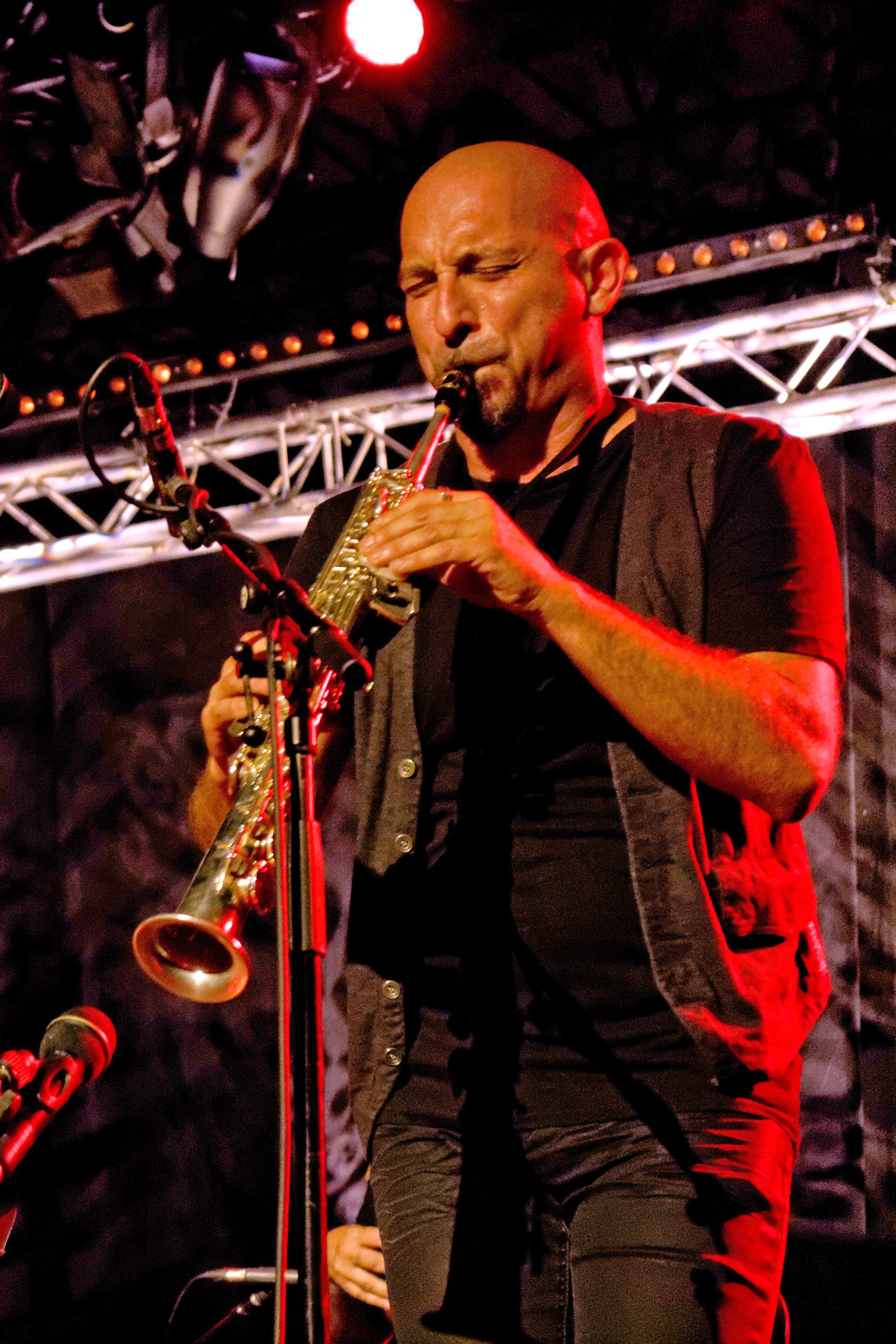
Cyrille Bonneau avec Denez Prigent au festival de Cornouaille 2014.

Depuis 2005, il est instrumentiste à vents, talabardeur de Denez Prigent lors de sa tournée pour l'album Sarac'h.
Depuis juin 2006, il a rejoint le groupe Manau, en remplacement de Loïc Taillebrest.
En 2007, il participe à un morceau de l'album Erbalunga du groupe Urban Trad, Scottiche de la tête. En 2011, il rejoint la compagnie interligne pour un spectacle théâtral Le kabaret bleu, dans lequel se côtoient saxophone alto, soprano, duduk, bombardes, whistles et cornemuse sur des musiques de Kurt Weill. Il participe occasionnellement à l’aventure du groupe Pleinouest, en particulier dans sa forme quintet. Cette même année, on le retrouve sur la bande originale du dessin animé Arrietty, accompagnant la chanteuse Cécile Corbel, avec laquelle il a déjà enregistré plusieurs albums.
En 2014 il se met à la veuze et participe à des spectacles de rue avec la compagnie Les Monts Rieurs.

## Discographie

### AvecWig A Wag
- 1999 : An naer o nijal (Sony)
- 2001 : Sarah ha Safar (Sony)
- 2003 : Douar iskis (Sony)
- 2006 : Album éponyme (Coop Breizh)
- 2009 : Ni Zo

### avecDenez Prigent
- 2015 : Ul liorzh vurzudhus : An enchanting garden (Coop Breizh)